# Monica Morell
Monica Morell (nume la naștere: Monica Wirz-Römer n. 6 august 1953, Menziken – d. 12 februarie 2008, Zürich) a fost o cântăreață elvețiană de muzică ușoară.

## Date biografice
Cele mai însemnate succese, tânăra cântăreață le-a avut în Germania, prin anii 1970. Printre șlagărele ei renumite se numără Ich fange nie mehr was an einem Sonntag an (Duminica nu mai întreprind nimic). După unele zvonuri ea a retrăit în realitate întâmplarea din cântec, fiind o duminică când a părăsit-o prietenul ei Thomas, care a decedat în urma unui accident cu motocicleta. Zece ani mai târziu moare copilul pe care l-a avut cu Thomas. La sfârșitul anilor 70 Monica încetează să mai cânte. După două căsătorii eșuate, Monica moare la vârsta de 54 de ani, lăsând rudeniilor o avere în valoare de cca. 40 milione franci elvețieni.